# Memories
Memories je píseň francouzského elektro housového Dje Davida Guetty. Píseň pochází z jeho čtvrtého alba One Love. Produkce se ujal David Guetta, vypomohl mu americký hip hopový zpěvák Kid Cudi.

## Hitparáda
| Země           | Umístění |
| -------------- | -------- |
| Austrálie      | 3        |
| Česko          | 2        |
| Kanada         | 18       |
| Irsko          | 8        |
| Francie        | 5        |
| Velká Británie | 15       |
| Švédsko        | 14       |
| Nový Zéland    | 4        |